# Joakim Lundells diskografi
Joakim Lundell är en svensk artist, formatskapare, regissör, programledare, författare och Youtube-profil. Under sitt alter ego "Jockiboi" gavs tre singlar ut under den första halvan av 2010-talet, dock utan att nå några större framgångar. År 2015 och 2016 inledde han ett samarbete med GMX vilket resulterade i fyra singlar där samtliga tog sig in på Sverigetopplistan och där två av singlarna, "Snapchat" och "Efterbralla" platinacertifierats. I juni 2016 gav han ut sin sista låt som "Jockiboi", "Fan va kung", som nådde plats 19 som bäst.
Sedan 2017 har han givit ut musik som Joakim Lundell. I juli 2018 ut sitt debutalbum Feelings, som nådde plats 20 som bäst på Sverigetopplistan. De sex första singlarna från detta album nådde alla en topp 5-placering på singellistan i Sverige. Tre av de fyra första singlarna var tillsammans med Arrhult och den första av dessa, "All I Need", har platinacertifierats tre gånger och nådde förstaplatsen under sin andra försäljningsvecka.
Lundell har regisserat flera av sina musikvideos tillsammans med Daniel Riley. Videon till "Under Water", som gavs ut 2020, regisserades av Rafael Edholm.

## Album

### Studioalbum
| 2018                                                                               | Feelings - Släppt: 6 juli 2018 - Skivbolag: Ninetone Records - Format: Digital nedladdning | 20 |
| "—" denoterar album som gavs ut, men som inte hamnade på den specifika topplistan. |                                                                                            |    |

## Singlar

### Som Jockiboi
| 2012                                                  | "Vi dricker Redbull och vodka" (med Dittin)       | —   | —       |
| 2012                                                  | "Inget stoppar oss nu" (med Dittin och Axel Bass) | —   | —       |
| 2014                                                  | "Välkommen" (med Axel Bass)                       | —   | —       |
| 2015                                                  | "Va' fan är det med mig" (med GMX)                | 100 | —       |
| 2015                                                  | "Snapchat" (med GMX)                              | 16  | Platina |
| 2016                                                  | "#FML" (med GMX)                                  | 16  | Guld    |
| 2016                                                  | "Efterbralla" (med GMX)                           | 4   | Platina |
| 2016                                                  | "Fan va kung"                                     | 19  | Guld    |
| "—" betecknar att singeln inte tog sig upp på listan. |                                                   |     |         |

### Som Joakim Lundell
| 2017                                                  | "All I Need" (med Arrhult)                   | 31 | 1  | Platina (x3) | Feelings    |
| 2017                                                  | "My Addiction" (med Arrhult)                 | —  | 2  | —            | Feelings    |
| 2017                                                  | "Waiting For"                                | —  | 3  | —            | Feelings    |
| 2017                                                  | "Monster" (med Arrhult och Hector)           | —  | 5  | —            | Feelings    |
| 2017                                                  | "Only Human" (med Sophie Elise)              | —  | 5  | —            | Feelings    |
| 2018                                                  | "Hazardous" (med Lazee och Minou)            | —  | 5  | —            | Feelings    |
| 2018                                                  | "All Falls Down"                             | —  | 48 | —            | Feelings    |
| 2018                                                  | "Thank God For the Weeknd"                   | —  | 75 | —            | Feelings    |
| 2018                                                  | "Made For You"                               | —  | 94 | —            | Feelings    |
| 2018                                                  | "What Are We Doing"                          | —  | 86 | —            | Feelings    |
| 2020                                                  | "Under Water" (med Dotter)                   | —  | —  | —            | Inget album |
| 2020                                                  | "I Don't Need Your Love" (med Black Gryph0n) | —  | —  | —            | Inget album |
| 2020                                                  | "Find Your Way Home" (med Klara)             | —  | 43 | —            | Inget album |
| 2021                                                  | "Nightfall" (med Amskøld)                    | —  | —  | —            | Inget album |
| "—" betecknar att singeln inte tog sig upp på listan. |                                              |    |    |              |             |

### Som Von Anka
| År   | Titel                     |
| ---- | ------------------------- |
| 2021 | "Lamborghini" (med Cluee) |

## Musikvideor
| År   | Titel          | Regissör                                      |
| ---- | -------------- | --------------------------------------------- |
| 2017 | "All I Need"   | Joakim Lundell, Daniel Riley                  |
| 2017 | "My Addiction" | Joakim Lundell, Daniel Riley, Stefan Hallgren |
| 2017 | "Waiting For"  | Michael Sjösten                               |
| 2017 | "Monster"      | Joakim Lundell, Daniel Riley, Stefan Hallgren |
| 2017 | "Only Human"   | Joakim Lundell, Daniel Riley                  |
| 2020 | "Under Water"  | Rafael Edholm                                 |